# Модрен
Мо́дрен (болг. Модрен) — село в Кирджалійській області Болгарії. Входить до складу общини Джебел.

## Населення
За даними перепису населення 2011 року у селі проживали 0 осіб.
Динаміка населення: